# Cephalallus unicolor
Cephalallus unicolor là một loài bọ cánh cứng trong họ Cerambycidae.